# Politique dans la Marne
 (décembre 2019).
La mise en forme du texte ne suit pas les recommandations de Wikipédia : il faut le « wikifier ».
Les points d'amélioration suivants sont les cas les plus fréquents. Le détail des points à revoir est peut-être précisé sur la page de discussion.
- Les titres sont pré-formatés par le logiciel. Ils ne sont ni en capitales, ni en gras.
- Le texte ne doit pas être écrit en capitales (les noms de famille non plus), ni en gras, ni en italique, ni en « petit »…
- Le gras n'est utilisé que pour surligner le titre de l'article dans l'introduction, une seule fois.
- L'italique est rarement utilisé : mots en langue étrangère, titres d'œuvres, noms de bateaux, etc.
- Les citations ne sont pas en italique mais en corps de texte normal. Elles sont entourées par des guillemets français : « et ».
- Les listes à puces sont à éviter, des paragraphes rédigés étant largement préférés. Les tableaux sont à réserver à la présentation de données structurées (résultats, etc.).
- Les appels de note de bas de page (petits chiffres en exposant, introduits par l'outil «  Source ») sont à placer entre la fin de phrase et le point final[comme ça].
- Les liens internes (vers d'autres articles de Wikipédia) sont à choisir avec parcimonie. Créez des liens vers des articles approfondissant le sujet. Les termes génériques sans rapport avec le sujet sont à éviter, ainsi que les répétitions de liens vers un même terme.
- Les liens externes sont à placer uniquement dans une section « Liens externes », à la fin de l'article. Ces liens sont à choisir avec parcimonie suivant les règles définies. Si un lien sert de source à l'article, son insertion dans le texte est à faire par les notes de bas de page.
- La présentation des références doit suivre les conventions bibliographiques. Il est recommandé d'utiliser les modèles {{Ouvrage}}, {{Chapitre}}, {{Article}}, {{Lien web}} et/ou {{Bibliographie}}. Le mode d'édition visuel peut mettre en forme automatiquement les références.
- Insérer une infobox (cadre d'informations à droite) n'est pas obligatoire pour parachever la mise en page.

Pour une aide détaillée, merci de consulter Aide:Wikification.
Si vous pensez que ces points ont été résolus, vous pouvez retirer ce bandeau et améliorer la mise en forme d'un autre article.
 (décembre 2019).
Département décrit comme « riche et conservateur », la Marne a toujours été dominée par la droite, d'abord par les centristes, puis par les gaullistes et finalement par l'UMP.

## Histoire politique et rapports de force

### IVeRépublique: du radicalisme à la démocratie-chrétienne
Au printemps suivant la Libération, eurent lieu les élections municipales de 1945. C’était alors la première fois que les femmes pouvaient voter. Les élections se tinrent avant le retour des prisonniers et des déportés. Elles virent une forte poussée de la gauche dans les villes marnaises. Ainsi, le Parti communiste arriva largement en tête du premier tour à Reims puis fit élire Michel Sicre maire de la ville. Les communistes prirent également la municipalité d’Épernay. Les socialistes sortirent victorieux des élections à Châlons-sur-Marne. Malgré une débâcle dans les trois principales villes du département, les radicaux conservèrent Vitry-le-François, Sainte-Menehould et Sézanne ainsi que 185 autres mairies. La droite résistait elle aussi dans les campagnes en obtenant environ un quart des maires du département.
C’est cependant les démocrates-chrétiens qui remirent en cause la domination du Parti radical. Ainsi, les élections à l’Assemblée constituante du 21 octobre 1945 se conclurent par l’émergence du MRP. Ils arrivèrent en tête du scrutin avec 42,39 % des voix et obtinrent deux sièges de député pour Pierre Schneiter et René Charpentier. La liste du PCF, conduite par Marcel Prenant, récolta 31,82 % des suffrages ; la tête de liste fut élue avec Alcide Benoît, maire d’Épernay,. Lucien Draveny fut le cinquième député marnais, menant la liste socialiste qui remporta 25,79 % des voix. Seules ces trois listes étaient en compétition. Malgré une baisse des trois grands partis face à la multiplication des listes, le renouvellement de l’Assemblée constituante du 2 juin 1946 marqua la réélection des cinq élus sortants. Ainsi, le MRP conserva sa première position, même s’il se retrouva à 34,5 % des voix. Suivirent le Parti communiste à 26,51 % et la SFIO à 18,31 %.
Aux municipales de 1947, les gaullistes du RPF remportèrent les villes de Reims (Albert Réville) et Châlons (Louis Laforest). Vitry et Sainte-Menehould gardèrent leur maire radical et Épernay resta aux mains du PCF jusqu’en 1948, qui vit l’élection du sénateur MRP Roger Menu. En 1949, à la suite du décès d’Albert Réveille, un radical, Roger Jardelle reprend la mairie de Reims. Les élections municipales suivantes furent marquées par une victoire des démocrates-chrétiens qui firent élire René Bride à Reims et Bernard d’Arbouet à Châlons, tout en conservant la mairie d’Épernay.

### VeRépublique

#### Années 2000
- 2007

En 2007, à l’élection présidentielle, la Marne a placé Nicolas Sarkozy largement en tête du premier tour avec 33,75 % des voix, suivi de loin par Ségolène Royal et François Bayrou avec respectivement 20,72 et 17,79 % des voix. Viennent ensuite Jean-Marie Le Pen avec 13,86 % et Olivier Besancenot avec ses 4,27 %, aucun autre candidat ne dépasse les 3 %. Alors que tous les candidats de la droite totalisaient plus de 50 % des voix au premier tour, le candidat de l’UMP obtient 59,2 % des suffrages au second tour contre 40,8 % à la candidate socialiste. La victoire de Nicolas Sarkozy est presque totale, seules huit communes sur 619, sont remportées par Ségolène Royal. Les principales villes votent elles aussi pour le candidat de la droite : 51,79 % à Reims, 53,83 % à Châlons, 51,34 % à Épernay, 57,46 % à Vitry-le-François.
Lors des législatives qui suivirent, tous les candidats de la majorité présidentielle furent élus ou réélus. Ce fut le cas au premier tour dans les cinquième et sixième circonscriptions, pour Charles de Courson (NC), seul député non-UMP du département, et Philippe-Armand Martin. Catherine Vautrin et Benoist Apparu viennent facilement à bout des candidats socialistes dans les deuxième et quatrième circonscriptions.  Dans les deux autres circonscriptions rémoises, Renaud Dutreil et Jean-Claude Thomas sont élus avec environ 53 % des voix, malgré de mauvais report des candidats divers droite.
- 2008

Les élections municipales et cantonales, sont marquées, comme au niveau national, par une poussée de la gauche.
À Reims, les divisions de la droite entre les deux anciens ministres du gouvernement Raffarin et députés, Catherine Vautrin et Renaud Dutreil, profitent à Adeline Hazan qui prend la tête du premier tour avec plus de 42 % des voix, un score inédit pour la gauche. Arrivé troisième, Renaud Dutreil jette l’éponge et met du temps à apporter son soutien à la liste de Catherine Vautrin qui reçoit l’investiture de l’UMP. Même si la droite obtenait la majorité des suffrages au premier tour, elle ne parvient pas à arrêter la socialiste qui attire sur son nom plus de 56 % des voix.
Dans la préfecture, Châlons-en-Champagne, c’est la gauche qui s’enfonce dans des luttes fratricides. L’ancien député et maire sortant UMP, Bruno Bourg-Broc, obtient près de 49 % des voix au premier tour, la gauche divisée en deux listes atteint les 45 %, le Front national s’en sort avec 6,53 %. Mais au second tour, les listes de gauche ne s’entendent pas, ce qui provoque une triangulaire que remporte BBB  à la majorité absolue.
Dans la capitale du Champagne, Épernay, au soir du premier tour, le maire sortant Franck Leroy se retrouve devant le candidat socialiste, Marc Lefevre, avec 41,6 % des voix et 35 % pour le candidat de la gauche. Entre les deux tours, le socialiste fusionne avec une liste divers droite ce qui élimine de facto ses colistiers communistes, voix qui lui manquent cruellement au second tour où la droite l’emporte avec 53,14 % des suffrages.
À Vitry-le-François, l’ancien député-maire PS Jean-Pierre Bouquet remporte la mairie de la ville rose dès le premier tour, face au maire sortant miné par la candidature d’un ancien adjoint.
Dans les autres villes du département, tous les maires sortants sont réélus.
En parallèle de son succès aux municipales, le PS conserve largement les cantons d'Anglure, Aÿ, Reims IV, Reims V et à Reims VII. Il reprend également le canton de Fismes face au Nouveau Centre et celui de Reims X au député Jean-Claude Thomas. Le PCF perd son dernier siège à Châlons III, remporté par les Verts en triangulaire contre le PS et l'UMP.
La majorité départementale, quant à elle, garde au premier tour Bourgogne, Dormans, Esternay, Heiltz-le-Maurupt, Marson, Montmirail, Sompuis, Vertus, verzy et Ville-sur-Tourbe. Au second tour, la droite conserve Châlons IV, Givry-en-Argonne et  Reims II .
La démission de Renaud Dutreil le 16 septembre, annonçant son retrait de la vie politique, provoque une élection législative partielle au mois de décembre. Les socialistes caressent l'espoir d'une victoire depuis la prise de Reims, au  début de l'année mais c'est l'UMP Arnaud Robinet qui l'emporte face au premier-adjoint d'Adeline Hazan avec 52,49 % des voix au second tour.
- 2009

Lors des élections européennes de juin, la Marne prouve encore une fois son ancrage à droite en votant à 32,53 % pour la liste UMP emmenée par Joseph Daul. La liste socialiste de Catherine Trautmann arrive très loin derrière avec 14,8 % des voix, suivie par Europe Écologie et le MoDem avec leurs 12,72 et 9,93 % des suffrages. La liste FN perd encore du terrain à 7,56 % tandis que le NPA obtient 5,14 %, soit plus du double que cinq ans plus tôt. L'abstention est très forte : plus de 64 % des électeurs ne se sont pas déplacés aux urnes.
Le 23 juin, Benoist Apparu est nommé Secrétaire d'État chargé du Logement et de l’Urbanisme dans le gouvernement Fillon II. Le maire UMP de Châlons, Bruno Bourg-Broc retrouve son siège de député de la quatrième circonscription de la Marne, fonction qu'il occupa de 1988 à 2007.

#### Années 2010
- 2010

2010 est marquée par les élections régionales, en Champagne-Ardenne, le président sortant, Jean-Paul Bachy se représente avec le soutien du PS. Face à lui, Jean-Luc Warsmann, le président (UMP) de la commission des lois, qui l'a toujours battu lors des élections législatives, deux ardennais. Quatre marnais sont tête de liste : Eric Loiselet d'Europe Écologie, Anthony Smith du NPA, Ghislain Wysocinski, pour l'AEI, et Thomas Rose de LO. Au premier tour, le député UMP prend la tête avec 31,2 % des suffrages, un peu moins de deux points devant le président sortant, arrivent ensuite le FN avec 16,06 %, suivi d'Europe écologie (9,63 %), du MoDem (5,06 %) et de la liste NPA-PG (5,02 %).
Au second tour, après la fusion des listes PS et ÉE, la liste de Jean-Paul Bachy sort en tête avec plus de 44 % des voix. La liste de Jean-Luc Warsmann attire 38,52 %des suffrages et celle de Bruno Subtil 17,31 %. Le président sortant améliore donc son score de 2004 où il s'était fait dépasser par la droite dans le département. Cependant, la participation est faible au soir du premier tour, à 40,78 %, au second tour, malgré un léger regain, seulement 46,6 % des électeurs se sont déplacés aux urnes. Au niveau régional, la liste d'union de la gauche, l'emporte aussi, avec des résultats très proches des résultats marnais.
- 2011

- 2012

## Représentation politique et administrative

### Préfets et arrondissements

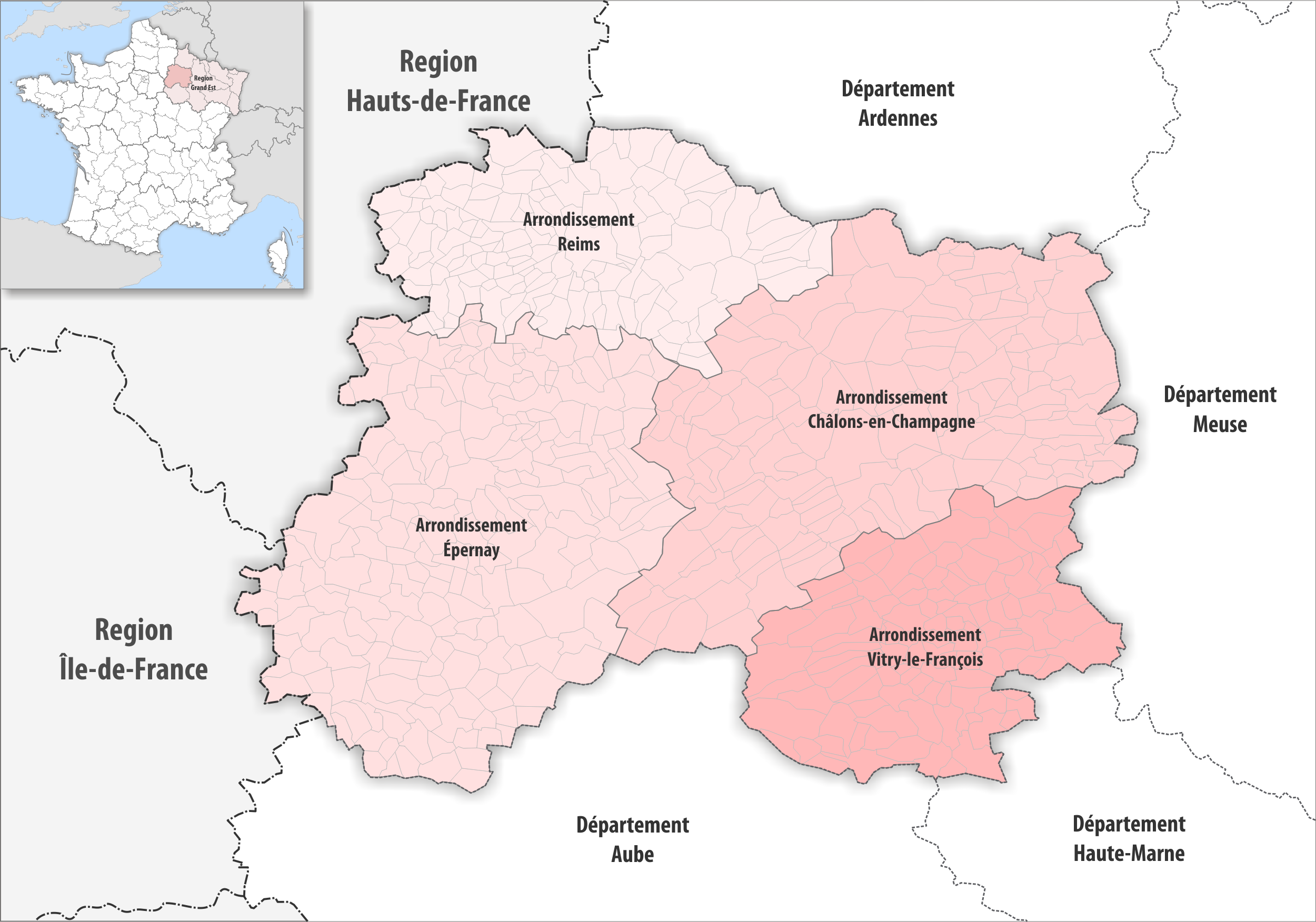
Carte des arrondissements de la Marne en 2019.

Jusqu'en 2017, le département de la Marne était découpé en cinq arrondissements regroupant les cantons suivants :
- Arrondissement de Châlons-en-Champagne : 
Châlons-en-Champagne-1, Châlons-en-Champagne-2, Châlons-en-Champagne-3, Châlons-en-Champagne-4, Écury-sur-Coole, Marson, Suippes, Vertus.
- Arrondissement d'Épernay : 
Anglure, Avize, Ay, Dormans, Épernay-1, Épernay-2, Esternay, Fère-Champenoise, Montmirail, Montmort-Lucy, Sézanne.
- Arrondissement de Reims : 
Beine-Nauroy, Bourgogne, Châtillon-sur-Marne, Fismes, Reims-1, Reims-2, Reims-3, Reims-4, Reims-5, Reims-6, Reims-7, Reims-8, Reims-9, Reims-10, Verzy, Ville-en-Tardenois.
- Arrondissement de Sainte-Menehould : 
Givry-en-Argonne, Sainte-Menehould, Ville-sur-Tourbe.
- Arrondissement de Vitry-le-François : 
Heiltz-le-Maurupt, Saint-Remy-en-Bouzemont-Saint-Genest-et-Isson, Sompuis, Thiéblemont-Farémont, Vitry-le-François-Est, Vitry-le-François-Ouest.

Depuis le redécoupage cantonal de 2014, un canton peut contenir des communes provenant de plusieurs arrondissements. Cela concerne les cinq cantons marnais suivants : Châlons-en-Champagne-3, Dormans-Paysages de Champagne, Épernay-1, Mourmelon-Vesle et Monts de Champagne et Vertus-Plaine Champenoise.
En 2017, l'arrondissement de Sainte-Menehould est supprimé et ses communes sont rattachées à celui de Châlons-en-Champagne. Par ailleurs, une réorganisation des arrondissements est effectuée afin de les faire coïncider avec les circonscriptions législatives.
|              | Identité       | Circonscription administrative | Anciennes fonctions                                                  |
| ------------ | -------------- | ------------------------------ | -------------------------------------------------------------------- |
| Préfet       | Henri Prévost  | Marne                          | Préfet de l'Yonne                                                    |
| Sous-préfets | Emmanuel Auber | Arr. d'Épernay                 | Directeur général des services à Bondy                               |
| Sous-préfets | Benoit Lemaire | Arr. de Reims                  | Secrétaire général de la préfecture du Loiret, sous-préfet d'Orléans |
| Sous-préfets | Djilali Guerza | Arr. de Vitry-le-François      | Chef de cabinet de la ministre de la Culture                         |

### Députés européens
Anne-Sophie Frigout, conseillère régionale du Grand Est, pour le RN et Anthony Smith pour LFI, sont élus eurodéputés lors des élections européennes de 2024.
| Nom | Nom                 | Parti | Liste                                                     | Groupe                        |
| --- | ------------------- | ----- | --------------------------------------------------------- | ----------------------------- |
|     | Anne-Sophie Frigout | RN    | La France revient ! Avec Jordan Bardella et Marine Le Pen | Patriotes pour l'Europe (PfE) |
|     | Anthony Smith       | LFI   | La France insoumise - Union populaire                     | La Gauche (GUE/NGL)           |

### Députés et circonscriptions législatives
Depuis le nouveau découpage électoral, le département comprend cinq circonscriptions regroupant les cantons suivants :
- 1re circonscription : Bourgogne, Reims-II, Reims-IV, Reims-VI, Reims-X
- 2e circonscription : Châtillon-sur-Marne (sauf les communes de Courtagnon, Nanteuil-la-Forêt et Pourcy), Fismes, Reims-I, Reims-III, Reims-V, Reims-VIII, Ville-en-Tardenois
- 3e circonscription : Ay, Dormans, Épernay-I, Épernay-II, Esternay, Montmirail, Montmort-Lucy, Reims IX, Verzy, communes de Courtagnon, Nanteuil-la-Forêt et Pourcy
- 4e circonscription : Beine-Nauroy, Châlons-en-Champagne-I, Châlons-en-Champagne-II, Châlons-en-Champagne-III, Châlons-en-Champagne-IV, Givry-en-Argonne, Reims-VII, Sainte-Menehould, Suippes, Ville-sur-Tourbe
- 5e circonscription : Anglure, Avize, Écury-sur-Coole, Fère-Champenoise, Heiltz-le-Maurupt, Marson, Sézanne, Saint-Remy-en-Bouzemont-Saint-Genest-et-Isson, Sompuis, Thiéblemont-Farémont, Vertus, Vitry-le-François-Est et Ouest

À la suite du redécoupage des cantons de 2014, les circonscriptions législatives ne sont plus composées de cantons entiers mais continuent à être définies selon les limites cantonales en vigueur en 2010. Les circonscriptions sont ainsi composées des cantons actuels suivants :
- 1re circonscription : Bourgogne-Fresne (sauf communes de Beine-Nauroy, Berry, Hermonville et Nogent-l'Abbesse), Reims-1 (sauf quartier Hincmar), Reims-5 (sauf partie du quartier La Neuvillette), Reims-6 (sauf quartiers des Trois-Fontaines et Clairmarais), Reims-7 et Reims-9 (partie du Chemin-Vert et quartier Europe)
- 2e circonscription : Dormans Paysages de Champagne (30 communes), Fismes-Montagne de Reims (sauf communes de Chamery et Sermiers), Reims-1 (quartier Hincmar), Reims-2 (partie du quartier Courlancy), Reims-3 (sauf partie des quartiers Croix du Sud et Maison-Blanche), Reims-4 (sauf communes de Champfleury et Villers-aux-Nœuds), Reims-5 (partie du quartier La Neuvillette), Reims-6 (quartier des Trois-Fontaines et Clairmarais) et Reims-9 (sauf partie du Chemin-Vert et quartiers Europe et Parc de Vesle-Nord), commune d'Hermonville
- 3e circonscription : Dormans Paysages de Champagne (42 communes), Epernay-1, Epernay-2 (communes de Chouilly, Moussy, Pierry, Vinay et partie d'Epernay), Mourmelon-Vesle et Monts de Champagne (16 communes), Reims-2 (sauf partie du quartier Courlancy), Reims-3 (partie des quartiers Croix du Sud et Maison-Blanche) et Sézanne-Brie et Champagne (39 communes), communes de Chaltrait, Chamery, Champfleury, Potangis, Puisieulx, Sermiers, Sillery et Villers-aux-Nœuds
- 4e circonscription : Argonne Suippe et Vesle (sauf communes de Courtisols, Poix et Somme-Vesle), Châlons-en-Champagne-1, Châlons-en-Champagne-2 (10 communes et partie de Châlons), Châlons-en-Champagne-3 (communes de Saint-Etienne-au-Temple et Saint-Memmie, partie de Châlons), Mourmelon-Vesle et Monts de Champagne (21 communes), Reims-8 (sauf communes de Puisieulx et Sillery) et Reims-9 (quartier Parc de Vesle-Nord), communes de Beine-Nauroy, Berru et Nogent-l'Abbesse
- 5e circonscription : Châlons-en-Champagne-2 (8 communes), Châlons-en-Champagne-3 (sauf communes de Saint-Etienne-au-Temple et Saint-Memmie, et partie de Châlons), Épernay-2 (sauf communes de Chouilly, Moussy, Pierry, Vinay et partie d'Epernay), Sermaize-les-Bains, Sézanne-Brie et Champagne (22 communes), Vertus-Plaine Champenoise (sauf communes de Chaltrait et Potangis) et Vitry-le-François-Champagne et Der, communes de Courtisols, Poix et Somme-Vesle

Députés de la Marne en 2024.

| Circ. | Nom                |  | Parti     | Groupe                                           | Suppléant            |
| ----- | ------------------ |  | --------- | ------------------------------------------------ | -------------------- |
| 1re   | Xavier Albertini   |  | HOR       | Horizons et indépendants                         | Stella Hans          |
| 2e    | Laure Miller       |  | RE        | Ensemble pour la République                      | Philippe Salmon      |
| 3e    | Maxime Michelet    |  | UDR       | Union des droites pour la République             | Christophe Morieux   |
| 4e    | Lise Magnier       |  | HOR       | Horizons et indépendants                         | Emmanuelle Guillaume |
| 5e    | Charles de Courson |  | LC-UTILES | Libertés, indépendants, outre-mer et territoires | Sébastien Mirgodin   |

### Sénateurs
|  | Identité            | Étiquette | Groupe | Première élection | Autres mandats (passés ou actuels)                                                                                   |
|  | ------------------- | --------- | ------ | ----------------- | --- |
|  | Christian Bruyen    | DVD       | REP    | septembre 2023    | Conseiller départemental de Dormans-Paysages de Champagne (2015 → ) Président du conseil départemental (2017 → 2023) |
|  | Cédric Chevalier    | HOR       | LIRT   | septembre 2023    | Conseiller régional du Grand Est (2015 → ) Maire de Saint-Léonard (2014 → 2023)                                      |
|  | Anne-Sophie Romagny | UDI       | UC     | septembre 2023    | Maire de Bazancourt (2020 → 2023)                                                                                    |

### Conseillers régionaux
Le conseil régional du Grand Est compte 169 membres élus pour six ans dont 17 représentant la Marne (soit un de moins qu'en 2015). Dans le détail, l'union du centre et de la droite (liste Rottner) a obtenu 10 sièges, le Rassemblement national (liste Jacobelli) 3, l'union à gauche avec des écologistes (liste Romani) 2, et les divers centre (liste Klinkert) 1.
| Nom                 |  | Parti | N° | Liste                               | Groupe                                                            |
| ------------------- |  | ----- | -- | ----------------------------------- | ----------------------------------------------------------------- |
| Arnaud Robinet      |  | HOR   | 01 | Union du centre et de la droite     | Majorité régionale - Les Républicains, Centristes et Indépendants |
| Béatrice Moreau *   |  | DVD   | 02 | Union du centre et de la droite     | Majorité régionale - Les Républicains, Centristes et Indépendants |
| Franck Leroy        |  | DVD   | 03 | Union du centre et de la droite     | Majorité régionale - Les Républicains, Centristes et Indépendants |
| Martine Lizola      |  | HOR   | 04 | Union du centre et de la droite     | Majorité régionale - Les Républicains, Centristes et Indépendants |
| Cédric Chevalier    |  | HOR   | 05 | Union du centre et de la droite     | Majorité régionale - Les Républicains, Centristes et Indépendants |
| Véronique Marchet   |  | PRV   | 06 | Union du centre et de la droite     | Majorité régionale - Les Républicains, Centristes et Indépendants |
| Jacky Desbrosse     |  | DVD   | 07 | Union du centre et de la droite     | Majorité régionale - Les Républicains, Centristes et Indépendants |
| Florence Marcoult   |  | DVD   | 08 | Union du centre et de la droite     | Majorité régionale - Les Républicains, Centristes et Indépendants |
| Thibaut Duchêne     |  | HOR   | 09 | Union du centre et de la droite     | Majorité régionale - Les Républicains, Centristes et Indépendants |
| Myriam Ricarde      |  | DVD   | 10 | Union du centre et de la droite     | Majorité régionale - Les Républicains, Centristes et Indépendants |
| Baptiste Philippo   |  | RN    | 01 | Rassemblement national              | Rassemblement national et apparentés                              |
| Anne-Sophie Frigout |  | RN    | 02 | Rassemblement national              | Rassemblement national et apparentés                              |
| Pascal Erre         |  | RN    | 03 | Rassemblement national              | Rassemblement national et apparentés                              |
| Éric Quénard        |  | PS    | 01 | Union à gauche avec des écologistes | La Gauche solidaire et écologiste                                 |
| Ludivine Perard     |  | LÉ    | 02 | Union à gauche avec des écologistes | Les Écologistes                                                   |
| Aina Kuric          |  | HOR   | 01 | Divers centre                       | Centristes et Territoires                                         |

### Conseillers départementaux
Depuis le redécoupage cantonal de 2014, le nombre de cantons est passé de 44 à 23 avec un binôme paritaire élu dans chacun d'entre eux, soit 46 conseillers départementaux. À l'issue des élections départementales de 2015, la majorité sortante de droite est confortée et René-Paul Savary (UMP) est élu à la présidence du conseil départemental par 34 voix contre 9 pour Dominique Levêque (PS) et 2 pour Édith Erre (FN).
Le 23 octobre 2017, afin de se mettre en conformité avec la loi sur le non-cumul des mandats, René-Paul Savary quitte ses fonctions après avoir été réélu sénateur et le 13 novembre, Christian Bruyen lui succède à la présidence.
Le 1er juillet 2021, à la suite des élections départementales, Christian Bruyen est réélu pour un nouveau  mandat par 41 voix contre 4 pour Rudy Namur (Union de la gauche, La Marne demain). On compte par ailleurs un bulletin blanc.
Le 24 septembre 2023, Christian Bruyen devient sénateur et doit démissionner de ses fonctions exécutives pour cause de cumul de mandats. Jean-Marc Roze, jusqu'alors premier vice-président, est élu à la tête de l'assemblée départementale le 6 novembre 2023,.
| Canton                                | Conseillers             | Partis | Partis | Groupes                                          |
| ------------------------------------- | ----------------------- | ------ | ------ | ------------------------------------------------ |
| Argonne Suippe et Vesle               | Thierry Bussy           |        | LR     | Ensemble pour la Marne - Majorité départementale |
| Argonne Suippe et Vesle               | Valérie Morand          |        | DVD    | Ensemble pour la Marne - Majorité départementale |
| Bourgogne-Fresne                      | Monique Dorgueille      |        | DVD    | Ensemble pour la Marne - Majorité départementale |
| Bourgogne-Fresne                      | Éric Kariger            |        | LR     | Ensemble pour la Marne - Majorité départementale |
| Châlons-en-Champagne-1                | Khira Taam              |        | DVG    | La Marne demain                                  |
| Châlons-en-Champagne-1                | Rudy Namur              |        | PS     | La Marne demain                                  |
| Châlons-en-Champagne-2                | Jean-Louis Devaux       |        | LR     | Ensemble pour la Marne - Majorité départementale |
| Châlons-en-Champagne-2                | Sabine Galicher         |        | LR     | Ensemble pour la Marne - Majorité départementale |
| Châlons-en-Champagne-3                | Frédérique Schulthess   |        | UDI    | Ensemble pour la Marne - Majorité départementale |
| Châlons-en-Champagne-3                | Julien Valentin         |        | LR     | Ensemble pour la Marne - Majorité départementale |
| Dormans-Paysages de Champagne         | Christian Bruyen        |        | DVD    | Ensemble pour la Marne - Majorité départementale |
| Dormans-Paysages de Champagne         | Maryline Vuiblet        |        | DVC    | Ensemble pour la Marne - Majorité départementale |
| Épernay-1                             | Jonathan Rodrigues      |        | UDI    | Ensemble pour la Marne - Majorité départementale |
| Épernay-1                             | Véronique Rondelli-Luc  |        | DVC    | Ensemble pour la Marne - Majorité départementale |
| Épernay-2                             | Benoît Moittié          |        | LR     | Ensemble pour la Marne - Majorité départementale |
| Épernay-2                             | Martine Boutillat       |        | DVD    | Ensemble pour la Marne - Majorité départementale |
| Fismes-Montagne de Reims              | Cécile Conreau          |        | LR     | Ensemble pour la Marne - Majorité départementale |
| Fismes-Montagne de Reims              | Philippe Salmon         |        | LR     | Ensemble pour la Marne - Majorité départementale |
| Mourmelon-Vesle et Monts de Champagne | Sylvie Gérard-Maizières |        | DVD    | Ensemble pour la Marne - Majorité départementale |
| Mourmelon-Vesle et Monts de Champagne | Alphonse Schwein        |        | LR     | Ensemble pour la Marne - Majorité départementale |
| Reims-1                               | Stéphane Lang           |        | LR     | Ensemble pour la Marne - Majorité départementale |
| Reims-1                               | Fanny Lévy              |        | ÉCO    | Ensemble pour la Marne - Majorité départementale |
| Reims-2                               | Christine Franzin       |        | LR     | Ensemble pour la Marne - Majorité départementale |
| Reims-2                               | Claude Gachet           |        | DVD    | Ensemble pour la Marne - Majorité départementale |
| Reims-3                               | Kim Duntze              |        | LR     | Ensemble pour la Marne - Majorité départementale |
| Reims-3                               | Charles Germain         |        | DVD    | Ensemble pour la Marne - Majorité départementale |
| Reims-4                               | Juliette Sygut          |        | DVD    | Ensemble pour la Marne - Majorité départementale |
| Reims-4                               | Jean-Pierre Fortuné     |        | LR     | Ensemble pour la Marne - Majorité départementale |
| Reims-5                               | Raphaël Blanchard       |        | LR     | Ensemble pour la Marne - Majorité départementale |
| Reims-5                               | Marie-Thérèse Simonet   |        | LR     | Ensemble pour la Marne - Majorité départementale |
| Reims-6                               | Mario Rossi             |        | UDI    | Ensemble pour la Marne - Majorité départementale |
| Reims-6                               | Marie Simon-Dépaquy     |        | UDI    | Ensemble pour la Marne - Majorité départementale |
| Reims-7                               | Laure Miller            |        | RE     | Ensemble pour la Marne - Majorité départementale |
| Reims-7                               | Vincent Verstraëte      |        | UDI    | Ensemble pour la Marne - Majorité départementale |
| Reims-8                               | Marie-Noëlle Gabet      |        | DVG    | La Marne demain                                  |
| Reims-8                               | Jean Marx               |        | DVG    | La Marne demain                                  |
| Reims-9                               | Marie-Thérèse Picot     |        | LR     | Ensemble pour la Marne - Majorité départementale |
| Reims-9                               | Jean-Marc Roze          |        | DVD    | Ensemble pour la Marne - Majorité départementale |
| Sermaize-les-Bains                    | Charles de Courson      |        | LC     | Ensemble pour la Marne - Majorité départementale |
| Sermaize-les-Bains                    | Florence Loiselet       |        | DVD    | Ensemble pour la Marne - Majorité départementale |
| Sézanne-Brie et Champagne             | Danielle Bérat          |        | LR     | Ensemble pour la Marne - Majorité départementale |
| Sézanne-Brie et Champagne             | Cyril Laurent           |        | LR     | Ensemble pour la Marne - Majorité départementale |
| Vertus-Plaine Champenoise             | Annie Coulon            |        | DVD    | Ensemble pour la Marne - Majorité départementale |
| Vertus-Plaine Champenoise             | Pascal Desautels        |        | UDI    | Ensemble pour la Marne - Majorité départementale |
| Vitry-le-François-Champagne et Der    | Brigitte Hanse          |        | DVD    | Ensemble pour la Marne - Majorité départementale |
| Vitry-le-François-Champagne et Der    | Sébastien Mirgodin      |        | LC     | Ensemble pour la Marne - Majorité départementale |

Le 1er juillet 2021, lors de la session d'installation du conseil départemental, sept vice-présidents et six vice-présidentes ont été élus.
Le bureau est remanié le 6 novembre 2023 avec l'élection de Jean-Marc Roze (Reims-9, Ensemble pour la Marne) à la présidence de l'assemblée départementale, en remplacement de Christian Bruyen (Dormans-Paysages de Champagne), démissionnaire à la suite de son élection comme sénateur. À cette date, la liste des vice-présidents est la suivante :
|     | Identité                | Groupe | Attributions                                   |
| --- | ----------------------- | ------ | ---------------------------------------------- |
| 1re | Monique Dorgueille      | EPM    | Handicap                                       |
| 2e  | Jean-Pierre Fortuné     | EPM    | Finances                                       |
| 3e  | Annie Coulon            | EPM    | Environnement et tourisme                      |
| 4e  | Mario Rossi             | EPM    | Insertion                                      |
| 5e  | Marie Dépaquy           | EPM    | Personnes âgées                                |
| 6e  | Vincent Verstraëte      | EPM    | Éducation et jeunesse                          |
| 7e  | Danielle Bérat          | EPM    | Eau et assainissement                          |
| 8e  | Julien Valentin         | EPM    | Agriculture et viticulture                     |
| 9e  | Sylvie Gérard-Maizières | EPM    | Bâtiments                                      |
| 10e | Pascal Desautels        | EPM    | Service départemental d'incendie et de secours |
| 11e | Maryline Vuiblet        | EPM    | Culture                                        |
| 12e | Raphaël Blanchard       | EPM    | Sport                                          |
| 13e | Martine Boutillat       | EPM    | Enfance et famille                             |

Groupes politiques
Le conseil départemental compte deux groupes politiques : « Ensemble pour la Marne » pour la majorité et « La Marne demain » pour l'opposition.
| Groupe                 | Sigle | Président  | Statut     | Effectif |
| ---------------------- | ----- | ---------- | ---------- | -------- |
| Ensemble pour la Marne | EPM   | –          | majorité   | 42       |
| La Marne demain        | LMD   | Rudy Namur | opposition | 4        |

### Présidents d'intercommunalités

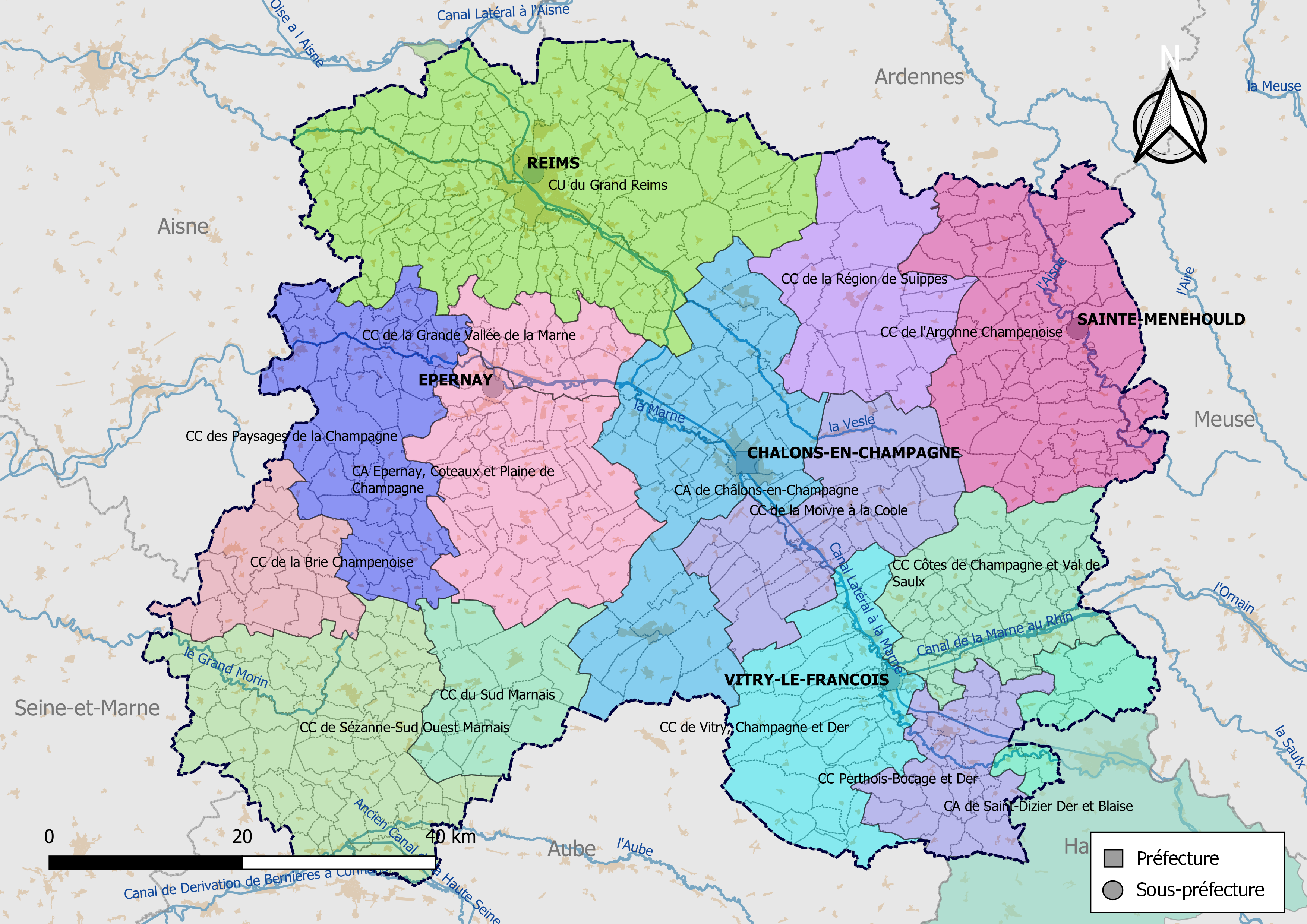
Carte des intercommunalités de la Marne au 1er janvier 2019.

| CC                                                        | Argonne Champenoise                     | Bertrand Courot     |  | RE  | 2014 | 11 755  |
| CC                                                        | Brie champenoise                        | Étienne Dhuicq      |  | LR  | 2008 | 7 554   |
| CA                                                        | Châlons Agglo                           | Jacques Jesson      |  | SE  | 2020 | 78 998  |
| CC                                                        | Côtes de Champagne et Val de Saulx      | Pascal Tramontana   |  | SE  | 2022 | 11 433  |
| CA                                                        | Épernay, Coteaux et Plaine de Champagne | Franck Leroy        |  | DVD | 2017 | 46 920  |
| CU                                                        | Grand Reims                             | Arnaud Robinet      |  | HOR | 2024 | 297 068 |
| CC                                                        | Grande Vallée de la Marne               | Dominique Lévêque   |  | PS  | ?    | 14 276  |
| CC                                                        | Moivre à la Coole                       | Julien Valentin     |  | LR  | 2020 | 9 414   |
| CC                                                        | Paysages de la Champagne                | Régis Coutant       |  | SE  | 2020 | 20 818  |
| CC                                                        | Perthois-Bocage et Der                  | Pascale Chevallot   |  | PS  | 2014 | 5 574   |
| CC                                                        | Région de Suippes                       | François Mainsant   |  | DVD | 2014 | 7 756   |
| CC                                                        | Sézanne Sud-Ouest Marnais               | Cyril Laurent       |  | LR  | 2020 | 21 079  |
| CC                                                        | Sud Marnais                             | Michel Jacob        |  | DVD | 2023 | 5 818   |
| CC                                                        | Vitry, Champagne et Der                 | Jean-Pierre Bouquet |  | PS  |      | 23 585  |
| Intercommunalité dont le siège est situé hors département |                                         |                     |  |     |      |         |
| CA                                                        | Saint-Dizier, Der et Blaise             | Quentin Brière      |  | LR  | 2020 | 56 086  |

### Maires
| Commune                | Maire               |  | Parti | Élection | Population |
| ---------------------- | ------------------- |  | ----- | -------- | ---------- |
| Aÿ-Champagne           | Dominique Lévêque   |  | PS    | 2016     | 5 148      |
| Bétheny                | Alain Wanschoor     |  | PS    | 2014     | 7 030      |
| Châlons-en-Champagne   | Benoist Apparu      |  | DVD   | 2014     | 43 218     |
| Cormontreuil           | Jean Marx           |  | DVG   | 2008     | 6 454      |
| Épernay                | Christine Mazy      |  | DVD   | 2023     | 22 022     |
| Fagnières              | Denis Fenat         |  | LÉ    | 2020     | 4 886      |
| Fismes                 | Charles Gossard     |  | DVG   | 2020     | 5 884      |
| Montmirail             | Étienne Dhuicq      |  | LR    | 2014     | 3 551      |
| Mourmelon-le-Grand     | Pascal Jaloux       |  | DVD   | 2016     | 4 984      |
| Reims                  | Arnaud Robinet      |  | HOR   | 2014     | 178 478    |
| Saint-Brice-Courcelles | Évelyne Quentin     |  | DVG   | 2020     | 3 546      |
| Saint-Memmie           | Sylvie Butin        |  | LR    | 2014     | 5 439      |
| Sainte-Menehould       | Bertrand Courot     |  | RE    | 2001     | 4 166      |
| Sézanne                | Sacha Hewak         |  | DVG   | 2016     | 4 679      |
| Suippes                | François Collart    |  | DVD   | 2020     | 3 898      |
| Tinqueux               | Jean-Pierre Fortuné |  | LR    | 1995     | 10 662     |
| Vitry-le-François      | Jean-Pierre Bouquet |  | PS    | 2008     | 11 349     |
| Witry-lès-Reims        | Michel Keller       |  | DVD   | 2017     | 4 958      |

## Résultats électoraux

### Élections législatives
| 2024 | 2024 | 2024 | 2024 | 2024 | 2024 | 2024 | 2024 | 2024 |                                                        | Xavier Albertini                                       |                                                        | Laure Miller                                           |                                                        | Maxime Michelet                                        |                                                        | Lise Magnier                                           |                                                        | Charles de Courson                                     |                                                        |                                                        |                                                        |                                                        |                                                        |                                                        |                                                        |                                                        |
| 2022 | 2022 | 2022 | 2022 | 2022 | 2022 | 2022 | 2022 | 2022 |                                                        | Xavier Albertini                                       |                                                        | Anne-Sophie Frigout                                    |                                                        | Éric Girardin                                          |                                                        | Lise Magnier                                           |                                                        | Charles de Courson                                     |                                                        |                                                        |                                                        |                                                        |                                                        |                                                        |                                                        |                                                        |
| 2017 | 2017 | 2017 | 2017 | 2017 | 2017 | 2017 | 2017 | 2017 |                                                        | Valérie Beauvais                                       |                                                        | Aina Kuric                                             |                                                        | Éric Girardin                                          |                                                        | Lise Magnier                                           |                                                        | Charles de Courson                                     |                                                        |                                                        |                                                        |                                                        |                                                        |                                                        |                                                        |                                                        |
| 2012 | 2012 | 2012 | 2012 | 2012 | 2012 | 2012 | 2012 | 2012 |                                                        | Arnaud Robinet                                         |                                                        | Catherine Vautrin                                      |                                                        | Philippe Martin                                        |                                                        | Benoist Apparu                                         |                                                        | Charles de Courson                                     |                                                        |                                                        |                                                        |                                                        |                                                        |                                                        |                                                        |                                                        |
| 2007 | 2007 | 2007 | 2007 | 2007 | 2007 | 2007 | 2007 | 2007 |                                                        | Renaud Dutreil                                         |                                                        | Catherine Vautrin                                      |                                                        | Jean-Claude Thomas                                     |                                                        | Benoist Apparu                                         |                                                        | Charles de Courson                                     |                                                        | Philippe Martin                                        |                                                        |                                                        |                                                        |                                                        |                                                        |                                                        |
| 2002 | 2002 | 2002 | 2002 | 2002 | 2002 | 2002 | 2002 | 2002 |                                                        | Francis Falala                                         |                                                        | Catherine Vautrin                                      |                                                        | Jean-Claude Thomas                                     |                                                        | Bruno Bourg-Broc                                       |                                                        | Charles de Courson                                     |                                                        | Philippe Martin                                        |                                                        |                                                        |                                                        |                                                        |                                                        |                                                        |
| 1997 | 1997 | 1997 | 1997 | 1997 | 1997 | 1997 | 1997 | 1997 |                                                        | Jean Falala                                            |                                                        | Jean-Claude Étienne                                    |                                                        | Jean-Claude Thomas                                     |                                                        | Bruno Bourg-Broc                                       |                                                        | Charles de Courson                                     |                                                        | Philippe Martin                                        |                                                        |                                                        |                                                        |                                                        |                                                        |                                                        |
| 1993 | 1993 | 1993 | 1993 | 1993 | 1993 | 1993 | 1993 | 1993 |                                                        | Jean Falala                                            |                                                        | Jean-Claude Étienne                                    |                                                        | Jean-Claude Thomas                                     |                                                        | Bruno Bourg-Broc                                       |                                                        | Charles de Courson                                     |                                                        | Philippe Martin                                        |                                                        |                                                        |                                                        |                                                        |                                                        |                                                        |
| 1988 | 1988 | 1988 | 1988 | 1988 | 1988 | 1988 | 1988 | 1988 |                                                        | Jean Falala                                            |                                                        | Georges Colin                                          |                                                        | Jean-Claude Thomas                                     |                                                        | Bruno Bourg-Broc                                       |                                                        | Jean-Pierre Bouquet                                    |                                                        | Bernard Stasi                                          |                                                        |                                                        |                                                        |                                                        |                                                        |                                                        |
| 1986 | 1986 | 1986 | 1986 | 1986 | 1986 | 1986 | 1986 | 1986 | Scrutin proportionnel plurinominal par département (6) | Scrutin proportionnel plurinominal par département (6) | Scrutin proportionnel plurinominal par département (6) | Scrutin proportionnel plurinominal par département (6) | Scrutin proportionnel plurinominal par département (6) | Scrutin proportionnel plurinominal par département (6) | Scrutin proportionnel plurinominal par département (6) | Scrutin proportionnel plurinominal par département (6) | Scrutin proportionnel plurinominal par département (6) | Scrutin proportionnel plurinominal par département (6) | Scrutin proportionnel plurinominal par département (6) | Scrutin proportionnel plurinominal par département (6) | Scrutin proportionnel plurinominal par département (6) | Scrutin proportionnel plurinominal par département (6) | Scrutin proportionnel plurinominal par département (6) | Scrutin proportionnel plurinominal par département (6) | Scrutin proportionnel plurinominal par département (6) | Scrutin proportionnel plurinominal par département (6) |
| 1981 | 1981 | 1981 | 1981 | 1981 | 1981 | 1981 | 1981 | 1981 |                                                        | Georges Colin                                          |                                                        | Jean Falala                                            |                                                        | Annette Chépy-Léger                                    |                                                        | Bernard Stasi                                          |                                                        |                                                        |                                                        |                                                        |                                                        |                                                        |                                                        |                                                        |                                                        |                                                        |
| 1978 | 1978 | 1978 | 1978 | 1978 | 1978 | 1978 | 1978 | 1978 |                                                        | Jean-Louis Schneiter                                   |                                                        | Jean Falala                                            |                                                        | Jean Degraeve                                          |                                                        | Bernard Stasi                                          |                                                        |                                                        |                                                        |                                                        |                                                        |                                                        |                                                        |                                                        |                                                        |                                                        |
| 1973 | 1973 | 1973 | 1973 | 1973 | 1973 | 1973 | 1973 | 1973 |                                                        | Jean Taittinger                                        |                                                        | Jean Falala                                            |                                                        | Jean Degraeve                                          |                                                        | Bernard Stasi                                          |                                                        |                                                        |                                                        |                                                        |                                                        |                                                        |                                                        |                                                        |                                                        |                                                        |
| 1968 | 1968 | 1968 | 1968 | 1968 | 1968 | 1968 | 1968 | 1968 |                                                        | Jean Taittinger                                        |                                                        | Jean Falala                                            |                                                        | Jean Degraeve                                          |                                                        | Bernard Stasi                                          |                                                        |                                                        |                                                        |                                                        |                                                        |                                                        |                                                        |                                                        |                                                        |                                                        |
| 1967 | 1967 | 1967 | 1967 | 1967 | 1967 | 1967 | 1967 | 1967 |                                                        | Jean Taittinger                                        |                                                        | Jean Falala                                            |                                                        | Jean Degraeve                                          |                                                        | Robert Morillon                                        |                                                        |                                                        |                                                        |                                                        |                                                        |                                                        |                                                        |                                                        |                                                        |                                                        |
| 1962 | 1962 | 1962 | 1962 | 1962 | 1962 | 1962 | 1962 | 1962 |                                                        | Jean Taittinger                                        |                                                        | Roger Raulet                                           |                                                        | Jean Degraeve                                          |                                                        | René Charpentier                                       |                                                        |                                                        |                                                        |                                                        |                                                        |                                                        |                                                        |                                                        |                                                        |                                                        |
| 1958 | 1958 | 1958 | 1958 | 1958 | 1958 | 1958 | 1958 | 1958 |                                                        | Jean Taittinger                                        |                                                        | Marcel Falala                                          |                                                        | Jean Degraeve                                          |                                                        | René Charpentier                                       |                                                        |                                                        |                                                        |                                                        |                                                        |                                                        |                                                        |                                                        |                                                        |                                                        |

### Élections municipales
| Commune              | Parti (2020) | Parti (2014) | Parti (2008) | Parti (2001) | Parti (1995) | Parti (1989) | Parti (1983) | Parti (1977) |
| -------------------- | ------------ | ------------ | ------------ | ------------ | ------------ | ------------ | ------------ | ------------ |
| Aÿ-Champagne         | PS           | PS           |              |              |              |              |              |              |
| Bétheny              | PS           | PS           | PS           | PS           | RPR EP       | RPR          | RPR          | RPR          |
| Châlons-en-Champagne | DVD          | UMP          | UMP          | RPR          | RPR          | PCF          | PCF          | PCF          |
| Cormontreuil         | DVG          | PS           | PS           | PS           | PS           | PS           | PS           | n.c. DEM     |
| Épernay              | HOR DEM      | UDI          | DVD          | UDF          | UDF DEM      | UDF          | UDF          | PCF          |
| Fismes               | DVG          | PS           | PS           | PS           | PS           | PS           | PS           | PS           |
| Mourmelon-le-Grand   | DVD          | DVD DEM      | DVD          | DVD          | n.c.         | n.c.         | n.c.         | n.c.         |
| Reims                | HOR          | UMP          | PS           | UDF          | RPR DEM      | RPR          | RPR          | PCF          |
| Saint-Memmie         | LR           | UMP          | UMP          | UDF          | UDF          | DVD          | n.c.         | n.c.         |
| Tinqueux             | LR           | UMP          | UMP          | RPR          | RPR          | RPR          | RPR          | PS           |
| Vitry-le-François    | PS           | PS           | PS           | RPR          | PS           | PS           | RPR          | RPR          |